# Sains-du-Nord

Sains-du-Nord este o comună în departamentul Nord, Franța. În 1 ianuarie 2022 avea o populație de 2.766 de locuitori.